# Lorena Canottiere
Lorena Canottiere, née en 1972, est une dessinatrice et auteure de bande dessinée italienne.

## Biographie
Lorena Canottiere se fait connaître par la publication de ses planches dans des magazines et revues italiennes tels que Internazionale, Corrierino, Black, Schizzo Presenta, Focus Junior, Mondo Naif, La Lettura de Corriere della Sera, ANIMALs, Slowfood ou Coconino Press. Elle participe également à de nombreuses expositions.
Elle travaille ensuite comme illustratrice pour les maisons d'édition italiennes Giunti Editore, EL, Mondadori Editore, Fabbri, Piemme et Rizzoli. De manière plus ponctuelle, la dessinatrice collabore pour la publicité et le théâtre, en plus de concevoir des visuels pour des artistes musicaux.
En janvier 2018, Lorena Canottiere est récompensée du grand prix Artémisia de la bande dessinée féminine pour Verdad,. Paru en avril 2017 aux éditions Ici Même, Verdad est le prénom d'une héroïne de huit ans, installée avec sa grand-mère dans un petit village anarchiste des Pyrénées. Sur fond de guerre d'Espagne, l'auteure raconte l'histoire d'une jeune combattante obstinée et passionnée de justice et de liberté.
En 2020, son ouvrage Sauf imprévu, est retenu dans la sélection du prix Artémisia 2021.

## Publications

### En italien
- Oche. Il sangue scorre nelle vene, Coconino Press, 121 p., 2011,  (ISBN 8876181954)

### Traductions françaises
- Ça pousse, traduction : Benedetta Giaufret, Anne-Sophie Vanhollebeke, Diabolo Ediciones, Collection : comique, 117 p., 2013,  (ISBN 8415839073)
- Verdad, Ici Même Éditions, 160 p., 2017,  (ISBN 2369120339)

## Prix et distinctions
- 2018 : Grand prix Artémisia de la bande dessinée féminine[7] pour Verdad
- 2021 : Sélection au Prix Artémisia[8] pour Sauf imprévu